# Andrée Le Coultre
Pour les articles homonymes, voir Le Coultre.
Andrée Le Coultre, née le 1er août 1917 à La Chaux-de-Fonds en Suisse et morte le 6 juillet 1986 est une artiste-peintre, du courant cubiste et spiritualiste.

## Formation
Andrée Le Coultre naît en Suisse, mais passe toute son enfance à Lyon. Dès 1938, elle suit les cours du soir d'Antoine Chartres à l'école des Beaux Arts de Lyon. Elle y rencontre Louis Bellon, Maurice Férréol et Paul Régny qu'elle épouse en 1942. C'est ainsi qu'elle obtient la nationalité française.
Elle fréquente les cours du soir d'Eugène Claudius-Petit. Dès 1942, elle participe à l'exposition « Peintures féminines » de la Galerie Folklore de Marcel Michaud, où elle travaille quelque temps comme secrétaire. En 1941, elle rend visite avec Paul Régny à la potière Anne Dangar à Moly-Sabata,qui participe à la communauté d'artiste créée par Albert Gleizes et Juliette Roche. Le couple fréquente l'Académie du Minotaure créée par René-Maria Burlet.
Son souci est très vite de trouver et donner un sens à son travail. Elle lit beaucoup d'ouvrages sur l'art et les artistes, est marquée par Van Gogh, Cézanne, Matisse, Delaunay, André Lhote, Léger… L'art du Moyen âge va compter également, en particulier les rouges et bleus des vitraux de Chartres. Puis, cette quête, partagée avec son époux, se centrera sur la pensée d'Albert Gleizes auquel elle écrit sa première lettre en avril 1945. Elle envisage alors que le couple aille vivre à Moly-Sabata ou à St-Rémy-de-Provence auprès de lui, ce qui, en définitive, ne se fera pas.

## Carrière de peintre
En 1946, René Deroudille expose ses œuvres à la Maison de la Pensée Française. C'est aussi à partir de cette année que le couple se met à travailler selon les principes de Gleizes qu'ils rencontrent en 1947, et avec lequel ils sont en correspondance régulière.
En 1948 elle participe en tant que monitrice avec Paul Régny et Jean Chevalier à l'animation d'un stage d'artistes amateurs, l'Arc-en-ciel, géré par Albert Gleizes. Ils séjournent chez lui aux Méjades à Saint-Rémy-de-Provence.
Elle expose régulièrement, parfois à Paris au Salon des réalités nouvelles, souvent dans des expositions de groupe et chaque année dans les salons lyonnais (Salon d'Automne, puis Salon Regain et à partir de 1981 Salon du Sud-Est). Elle est exposée régulièrement dans des galeries : Folklore, Galerie de l'Institut à Paris, l'Œil Écoute, Le Pantographe (Mouradian), et, après sa mort, à la Galerie Malaval et chez Olivier Houg (Red Room).
Elle participe avec son mari à la décoration de la nouvelle église Saint Joseph à La-Demi-Lune, réalise une Vierge pour l'église Sainte Anne de Ménival (Lyon), et crée une grande huile (l'Imaginaire) pour l'école maternelle Jacques Prévert à La-Demi-Lune.
Par ailleurs, depuis la fin des années 1940, à partir de son expérience personnelle de l'art et de la création, Andrée Le Coultre fait découvrir le rapport à la peinture et les techniques picturales à de nombreux élèves, dans des cours privés, en école (école primaire privée Vincent Serre de la Demi Lune, école de Service Social à Lyon) ou, après 1968, dans le cadre des activités de la commune (MJC puis Comité pour nos Gosses, ou encore l'atelier de peinture du 3e âge).
Dans les dernières années, elle doit abandonner l'enseignement auprès des enfants car elle souffre d'une maladie du cœur. Elle commence alors à produire des œuvres de petit format au crayon de couleur.

## Œuvre
Après ses débuts avec Antoine Chartres, elle s'oriente vers une peinture plus géométrique à partir d'André Lhote et Fernand Léger, développant des compositions à support figuratif marquées par les couleurs d'Henri Matisse et des vitraux de la cathédrale de Chartres.
Après 1946 et la rencontre avec Albert Gleizes qui suivra son travail, ce seront des œuvres non-figuratives marquées par son influence, des peintures ou gouaches composées, suivant ses théories, « de formes géométriques traitées en aplats dans des harmonies sourdes où dominent les ocres, les bleus et le verts, cernées de cercles ouverts et encadrés de lignes brisées, entraînant rythme et cadence, l’œil créant ainsi les translations et rotations inhérentes à ce qu'il était convenu d'appeler le tableau-objet ». Mais bien vite, « comme Gleizes lui-même l'eût souhaité, ce ne sont point des disciples à la lettre. Sur les thèmes et les règles transmis par leur maître, Régny et le Coultre introduisent leurs variations originales.... [et] affirment ici que la leçon de Saint Rémy se prolonge et s'épanouit »,«...On doit la féliciter d'avoir pu intégrer avec une telle aisance la figure à ses rigoureux thèmes formels et colorés».
Dans les années 1950 et 60, Andrée Le Coultre explore ses propres thématiques, avec alternance de recherches non-figuratives et de retour au sujet : sujets religieux, où l'on sent parfois l'influence de l'art médiéval et irlandais, tirés par exemple de l'Ancien Testament ou encore de l'Apocalypse qui laisse davantage place à l'invention de l'imaginaire ; mais aussi scènes de la vie quotidienne où peuvent se travailler constructions, rythmes, modulations et accords de couleurs comme les rouges et les bleus.
Le retour à la figuration « lui donne l’occasion de montrer son talent de dessinatrice et de coloriste. Celui qu’elle développera dans ses œuvres des années 1960 et 70. Le trait sûr et comme un fil sans fin montre des personnages à la limite du fantastique dans des architectures improbables touchant à l’infiniment petit. »
Ce développement de lignes, d'arabesques et de figures qui, se superposant et s'accordant aux fonds rythmés et aux couleurs travaillées en finesse, sont l'expression d'une recherche picturale qui développe imaginaire, onirisme et poésie. Comme elle l'exprime elle-même, « Après plusieurs années de cette discipline rigoureuse [le travail selon les théories de Gleizes], j'ai évolué vers une peinture de plus grande spontanéité. L'imagination se greffe sur la construction pour exprimer un espace où évoluent des "créatures" surgies quelquefois malgré moi. Dans cette tentative, le "projet" est abandonné et chaque peinture est une aventure. J'ignore où je vais arriver et qui je vais rencontrer en cours de route (....) C'est en cherchant, face au chevalet à résoudre tout simplement les problèmes plastiques que pose le "faire" d'une peinture, que j'ai laissé ainsi se former un ailleurs (...) ».
« Le Coultre […] nous entraîne vers des contrées inconnues et passionnantes… Se référant aux teintes profondes et chaleureuses des vitraux, ses couleurs se réclament de dominantes…, teintes écarlates dont il importe de suivre les modulations nombreuses et subtiles. La peinture devient un exercice spirituel, elle participe à l'univers profond de l'inconscient collectif exploré et exprimé par le poète. »
« Quel itinéraire ! Née de la rationalité cubiste, teintée il est vrai d'ésotérisme par Gleizes, Andrée Le Coultre débouche sur la flore, la faune, les châteaux du rêve... Rien n'a été vain. Elle est apte à capter l'instant des métamorphoses ».

## Liste de ses œuvres
- La musique, 1945,
- Affirmation, 1949, musée Paul Dini,
- Sans titre, 1951,
- Annonciation, 1953, Ville de Tassin-la-Demie-Lune,
- La Danse ou Dame blanche, 1955, musée Paul Dini,
- Sans titre, 1955-60, musée des beaux-arts de Lyon[19].